# Eosyodon
Eosyodon — сумнівний рід вимерлих синапсидів, що не належать до ссавців, з пермського періоду Техасу. Його тип і єдиний вид — Eosyodon hudsoni. Хоча спочатку він інтерпретувався як ранній терапсид, він, ймовірно, є членом Sphenacodontidae, родини синапсидів, до якої входить диметродон.
Eosyodon hudsoni був названий Евереттом С. Олсоном у 1962 році на основі фрагментарного матеріалу з формації Сан-Анджело в Техасі. Назва виду на честь Дж. Хадсона, майстра ранчо, який допомагав Олсону в роботі. Стегнова кістка, наразі занесена в каталог як FMNH UR 575, була визначена голотипом, а фрагменти черепа, часткові ребра та кілька інших кісток також були віднесені до виду. Олсон інтерпретував Eosyodon як терапсида, близького до Syodon, і відніс обидва роди до родини Brithopodidae інфраряду Eotheriodontia. Eotheriodonta був новим таксоном, визначеним Олсоном у тій же статті, щоб охопити кілька таксонів, які він розглядав як групу терапсидів, що є проміжною між пелікозаврами та пізнішими терапсидами.
У 1995 році К. А. Сідор і Дж. А. Хопсон представили переоцінку еотеріодонтів Олсона на щорічній конференції Товариства палеонтології хребетних. У 2011 році Крістіан Каммерер погодився з їхньою оцінкою та дійшов висновку, що Eosyodon був сфенакодонтидом.
Формація Сан-Анджело зараз вважається такою, що належить до кунгурського етапу пермського періоду. Отже, Eosyodon є дещо старшим за найдавніші остаточні терапсиди.